# Muskauer Dialekt

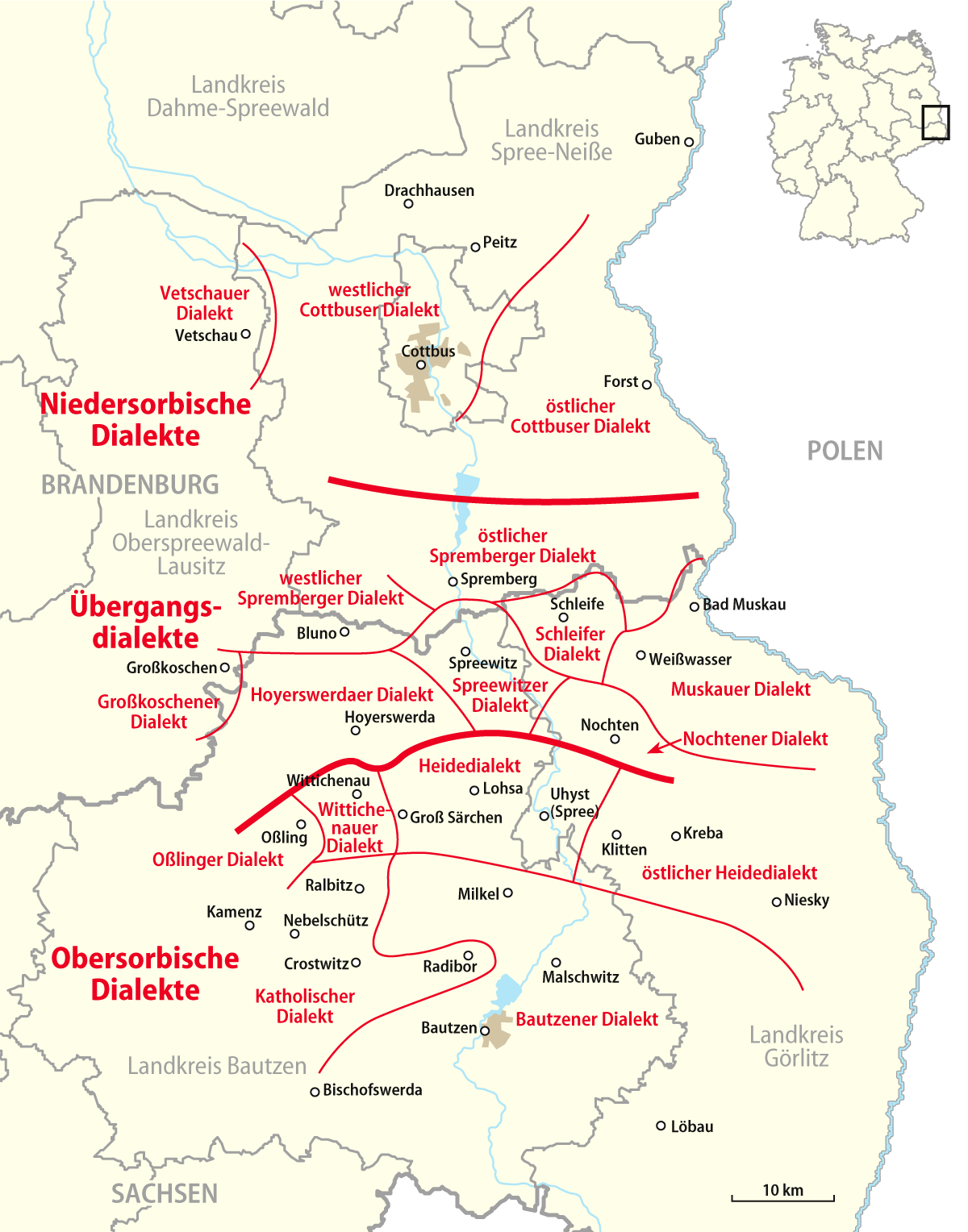
Karte der sorbischen Dialekte

Der Muskauer Dialekt (sorbisch Mužakowska narěč), auch ostniedersorbischer Dialekt, ist ein ausgestorbener Übergangsdialekt der ober- und niedersorbischen Sprachen, der in den Dörfern um Bad Muskau gesprochen wurde, während die Stadtbevölkerung bereits zu seiner Zeit überwiegend deutsch sprach. Dem Muskauer Dialekt steht der Schleifer Dialekt am nächsten, dessen Sprachgebiet sich westlich an das des Muskauer Dialekts anschließt. Von Slawisten werden diese beiden Dialekte eher dem Niedersorbischen als dem Obersorbischen zugeordnet. Weiterhin enthält der Muskauer Dialekt einige Merkmale eines sorbisch-polnischen Übergangsdialekts.
Der russische Sprachwissenschaftler Lew Schtscherba hatte diesen Dialekt in seinem 1915 veröffentlichten Buch Восточнолужицкое нарѣчіе (Vostočnolužickoe narečie: „Der ostniedersorbische Dialekt“) systematisch beschrieben. Dazu bereiste er in den Jahren 1907 und 1908 die Lausitz und bezog in Weißkeißel ein Quartier.
Schtscherba grenzte den Dialekt auf die 14 nordöstlichen Dörfer des Kerngebiets der Standesherrschaft Muskau ein, die auch fast alle zur Parochie Muskau gehörten: Berg, Brand, Braunsdorf, Gablenz, Haide, Hermannsdorf, Keula, Köbeln, Krauschwitz, Lugknitz, Sagar, Skerbersdorf, Weißkeißel und Weißwasser. Damit ist sein Territorium eng an das der Muskauer Tracht gekoppelt. Auffällig ist, dass das Pfarrdorf Gablenz mit zum Dialekt gezählt wird, nicht aber die Orte Kromlau und Jämlitz, die zu dessen Kirchspiel gehören und im Fall von Jämlitz auch lange Zeit mit Muskau verbunden waren.